# Урядова комісія по охороні пам'яток культури і старовини
Урядова комісія по охороні пам'яток культури і старовини при РМ УРСР — державний орган охорони пам’яток історії та культури в УРСР.
Створена 1946 з метою здійснення загального державного нагляду за станом
збереження історичних, археологічних, архітектурних та мистецьких пам’яток, координації роботи установ і відомств, на які покладалися завдання їх виявлення, обліку, охорони та реставрації. Комісія затверджувала заходи з дослідження історико-культурної спадщини України та плани ремонтно-реставраційних
робіт, принципи і порядок обліку, реєстрації та режиму охорони
пам’яток, державні реєстри пам’яток республіканського та місцевого значення, проводила інспектування міністерств, відомств, окремих установ і організацій у питаннях збереження історико-культурної спадщини. За своєю структурою була представницьким органом, включала керівників Комітету у справах культурно-освітніх установ при РМ УРСР, Комітету у справах мистецтв при РМ УРСР, Управління у справах архітектури при РМ УРСР, АН УРСР, Академії архітектури УРСР, Управління у справах архітектури м. Києва, Головного управління по заповідниках при РМ УРСР.
Очолював комісію заступник голови РМ УРСР академік М.Бажан. Припинила існування в грудні 1948 у зв’язку із запровадженням в УРСР єдиної загальносоюзної системи органів охорони пам’яток.